# Operculina macrocarpa
Operculina macrocarpa, conhecido popularmente como jalapão, jalapa e batata-de-purga, é uma trepadeira da família das convolvuláceas. É nativa do Brasil, ocorrendo naturalmente em quase todas as regiões, exceto na região sul.
Possui folhas grandes e flores vistosas, afuniladas e rajadas. O fruto é uma cápsula com sementes redondas. O tubérculo é purgativo.

## Etimologia
"Jalapão" é o aumentativo de "jalapa", o nome popular para as plantas desse grupo.